# Johann Eigenstiller
Johann Eigenstiller (17 giugno 1943 – 28 marzo 2025) è stato un calciatore austriaco, di ruolo difensore.

## Statistiche

### Cronologia presenze e reti in nazionale
| Cronologia completa delle presenze e delle reti in nazionale ― Austria | Cronologia completa delle presenze e delle reti in nazionale ― Austria | Cronologia completa delle presenze e delle reti in nazionale ― Austria | Cronologia completa delle presenze e delle reti in nazionale ― Austria | Cronologia completa delle presenze e delle reti in nazionale ― Austria | Cronologia completa delle presenze e delle reti in nazionale ― Austria | Cronologia completa delle presenze e delle reti in nazionale ― Austria | Cronologia completa delle presenze e delle reti in nazionale ― Austria |
| Data                                                                   | Città                                                                  | In casa                                                                | Risultato                                                              | Ospiti                                                                 | Competizione                                                           | Reti                                                                   | Note                                                                   |
| ---------------------------------------------------------------------- | ---------------------------------------------------------------------- | ---------------------------------------------------------------------- | ---------------------------------------------------------------------- | ---------------------------------------------------------------------- | ---------------------------------------------------------------------- | ---------------------------------------------------------------------- | ---------------------------------------------------------------------- |
| 6-9-1967                                                               | Vienna                                                                 | Austria                                                                | 1 – 3                                                                  | Ungheria                                                               | Amichevole                                                             | -                                                                      |                                                                        |
| 24-9-1967                                                              | Vienna                                                                 | Austria                                                                | 2 – 1                                                                  | Finlandia                                                              | Qual. Euro 1968                                                        | -                                                                      |                                                                        |
| 4-10-1967                                                              | Pireo                                                                  | Grecia                                                                 | 4 – 1                                                                  | Austria                                                                | Qual. Euro 1968                                                        | -                                                                      |                                                                        |
| 15-10-1967                                                             | Vienna                                                                 | Austria                                                                | 1 – 0                                                                  | Unione Sovietica                                                       | Qual. Euro 1968                                                        | -                                                                      |                                                                        |
| 5-11-1967                                                              | Vienna                                                                 | Austria                                                                | 1 – 1                                                                  | Grecia                                                                 | Qual. Euro 1968                                                        | -                                                                      |                                                                        |
| 1-5-1968                                                               | Linz                                                                   | Austria                                                                | 1 – 1                                                                  | Romania                                                                | Amichevole                                                             | -                                                                      |                                                                        |
| 16-6-1968                                                              | Leningrado                                                             | Unione Sovietica                                                       | 3 – 1                                                                  | Austria                                                                | Amichevole                                                             | -                                                                      |                                                                        |
| 22-9-1968                                                              | Berna                                                                  | Svizzera                                                               | 1 – 0                                                                  | Austria                                                                | Amichevole                                                             | -                                                                      |                                                                        |
| 13-10-1968                                                             | Vienna                                                                 | Austria                                                                | 0 – 2                                                                  | Germania Ovest                                                         | Qual. Mondiali 1970                                                    | -                                                                      |                                                                        |
| 6-11-1968                                                              | Glasgow                                                                | Scozia                                                                 | 2 – 1                                                                  | Austria                                                                | Qual. Mondiali 1970                                                    | -                                                                      |                                                                        |
| 10-11-1968                                                             | Dublino                                                                | Irlanda                                                                | 2 – 2                                                                  | Austria                                                                | Amichevole                                                             | -                                                                      |                                                                        |
| 19-4-1969                                                              | Nicosia                                                                | Cipro                                                                  | 1 – 2                                                                  | Austria                                                                | Qual. Mondiali 1970                                                    | -                                                                      |                                                                        |
| 23-4-1969                                                              | Ramat Gan                                                              | Israele                                                                | 1 – 1                                                                  | Austria                                                                | Amichevole                                                             | -                                                                      |                                                                        |
| 27-4-1969                                                              | Gżira                                                                  | Malta                                                                  | 1 – 3                                                                  | Austria                                                                | Amichevole                                                             | -                                                                      |                                                                        |
| 10-5-1969                                                              | Norimberga                                                             | Germania Ovest                                                         | 1 – 0                                                                  | Austria                                                                | Qual. Mondiali 1970                                                    | -                                                                      |                                                                        |
| 26-5-1971                                                              | Solna                                                                  | Svezia                                                                 | 1 – 0                                                                  | Austria                                                                | Qual. Euro 1972                                                        | -                                                                      |                                                                        |
| 30-5-1971                                                              | Dublino                                                                | Irlanda                                                                | 1 – 4                                                                  | Austria                                                                | Qual. Euro 1972                                                        | -                                                                      |                                                                        |
| 11-7-1971                                                              | San Paolo                                                              | Brasile                                                                | 1 – 1                                                                  | Austria                                                                | Amichevole                                                             | -                                                                      |                                                                        |
| 4-9-1971                                                               | Vienna                                                                 | Austria                                                                | 1 – 0                                                                  | Svezia                                                                 | Qual. Euro 1972                                                        | -                                                                      |                                                                        |
| 10-10-1971                                                             | Linz                                                                   | Austria                                                                | 6 – 0                                                                  | Irlanda                                                                | Qual. Euro 1972                                                        | -                                                                      |                                                                        |
| 20-11-1971                                                             | Roma                                                                   | Italia                                                                 | 2 – 2                                                                  | Austria                                                                | Qual. Euro 1972                                                        | -                                                                      |                                                                        |
| 8-4-1972                                                               | Brno                                                                   | Cecoslovacchia                                                         | 2 – 0                                                                  | Austria                                                                | Amichevole                                                             | -                                                                      |                                                                        |
| 30-4-1972                                                              | Vienna                                                                 | Austria                                                                | 4 – 0                                                                  | Malta                                                                  | Qual. Mondiali 1974                                                    | -                                                                      |                                                                        |
| 10-6-1972                                                              | Vienna                                                                 | Austria                                                                | 2 – 0                                                                  | Svezia                                                                 | Qual. Mondiali 1974                                                    | -                                                                      |                                                                        |
| 15-10-1972                                                             | Vienna                                                                 | Austria                                                                | 2 – 2                                                                  | Ungheria                                                               | Qual. Mondiali 1974                                                    | -                                                                      |                                                                        |
| 25-11-1972                                                             | Gżira                                                                  | Malta                                                                  | 0 – 2                                                                  | Austria                                                                | Qual. Mondiali 1974                                                    | -                                                                      |                                                                        |
| 29-4-1973                                                              | Budapest                                                               | Ungheria                                                               | 2 – 2                                                                  | Austria                                                                | Qual. Mondiali 1974                                                    | -                                                                      |                                                                        |
| 13-6-1973                                                              | Vienna                                                                 | Austria                                                                | 1 – 1                                                                  | Brasile                                                                | Amichevole                                                             | -                                                                      |                                                                        |
| 26-9-1973                                                              | Londra                                                                 | Inghilterra                                                            | 7 – 0                                                                  | Austria                                                                | Amichevole                                                             | -                                                                      |                                                                        |
| 27-11-1973                                                             | Gelsenkirchen                                                          | Austria                                                                | 1 – 2                                                                  | Svezia                                                                 | Qual. Mondiali 1974                                                    | -                                                                      |                                                                        |
| 27-3-1974                                                              | Rotterdam                                                              | Paesi Bassi                                                            | 1 – 1                                                                  | Austria                                                                | Amichevole                                                             | -                                                                      |                                                                        |
| 1-5-1974                                                               | San Paolo                                                              | Brasile                                                                | 0 – 0                                                                  | Austria                                                                | Amichevole                                                             | -                                                                      | Cap.                                                                   |
| 8-6-1974                                                               | Vienna                                                                 | Austria                                                                | 0 – 0                                                                  | Italia                                                                 | Amichevole                                                             | -                                                                      | Cap.                                                                   |
| 4-9-1974                                                               | Vienna                                                                 | Austria                                                                | 2 – 1                                                                  | Galles                                                                 | Qual. Euro 1976                                                        | -                                                                      | Cap.                                                                   |
| 13-11-1974                                                             | Istanbul                                                               | Turchia                                                                | 0 – 1                                                                  | Austria                                                                | Amichevole                                                             | -                                                                      | Cap.                                                                   |
| 16-3-1975                                                              | Lussemburgo                                                            | Lussemburgo                                                            | 1 – 2                                                                  | Austria                                                                | Qual. Euro 1976                                                        | -                                                                      | Cap.                                                                   |
| 2-4-1975                                                               | Vienna                                                                 | Austria                                                                | 0 – 0                                                                  | Ungheria                                                               | Qual. Euro 1976                                                        | -                                                                      |                                                                        |
| Totale                                                                 |                                                                        | Presenze                                                               | 37                                                                     |                                                                        | Reti                                                                   | 0                                                                      |                                                                        |